# Yaso

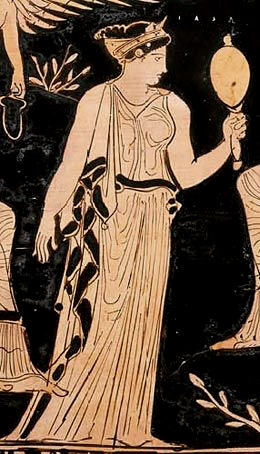
Yaso representada en un vaso de cerámica ática de figuras rojas. Ca. 400 a. C. Museo de Bellas Artes de Boston.

En la mitología griega Yaso o Iaso (en griego antiguo Ιασώ, ‘curación’) era un diosa menor de la recuperación médica.  Era hija de Asclepio  o Anfiarao.  Es identificada con la diosa romana Meditrina.
La Suda nos dice Asclepio y Epíone engendraron cinco hijas: Higía, Egle, Yaso, Aceso y Panacea. Estas diosas pertenecen de manera natural al cortejo de Asclepio como dios de la medicina y sus nombres hacen referencia etimológica a los conceptos de la curación, el remedio y la salud.
Se dice que hubo muchas hijas de Asclepio entre ella Yaso, porque muchos beneficios llegan a ella a través de los mortales proveniente de la templanza del aire, entre los que está la capacidad de sanar y curar, y por eso se la llamó Yaso.
Pausanias escribió en su Descripción de Grecia lo siguiente sobre el templo de Anfiarao en Oropo (Ática):

El altar tiene varias partes. Una es para Heracles, Zeus y Apolo Sanador, otra está dedicada a los héroes y las viudas de los héroes, la tercera es para Hestia y Hermes y Anfiarao y los hijos de Anfíloco. Pero Alcmeón, debido al trato que dio a Erífile, no es honrado ni el templo de Anfiarao ni con Anfíloco. La cuarta porción del altar es para Afrodita y Panacea, y también para Yaso, Higía y Atenea Paeonia. La quinta está dedicada a las ninfas y a Pan y a los ríos Aqueloo y Cefiso.

Ya en el siglo V a. C. se describía a Yaso como hija de Anfiarao, que a su vez desciende del héroe sanador Melampo. Parece ser que en aquella época era una diosa independiente que finalmente fue aceptada míticamente en la familia de Asclepio. No es sorprendente esta filiación dado de que el templo de Anfiarao era célebre por sus rituales de incubatio.  Probablemente se esté refiriendo a Yaso como un nombre divino de la heroína Alexina. Plutarco dice que a quienes tienen fama de apartar las epilepsias los llaman «expulsadores», y se piensa que son descendientes de Alexida, hija de Anfiarao.
Aristófanes, proponiendo una situación cómica, narra que dos atenienses intentan curar la ceguera de Pluto. Asclepio se les aparece con sus dos hijas Yaso y Panacea. Como Yaso «rugió un poco» (refiriéndose a una flatulencia) Panacea se dio la vuelta, echándose la mano a la nariz.
En El carácter esotérico de los Evangelios, Helena Petrovna Blavatsky escribió que «Yaso, la hija de Asclepio, era la diosa de la curación, bajo cuyo patronazgo estaban todos los candidatos a la iniciación en el templo de su padre, los novicios o chrestoi, llamados “los hijos de Yaso”». 